# Chronicle (compilation)
Pour les articles homonymes, voir Chronicle.
Albums de Creedence Clearwater Revival
Pre-Creedence
(1975) The Best of Creedence Clearwater Revival
(1977)
Singles
1. I Heard It Through the Grapevine
Sortie : 1976

Chronicle appelé aussi Creedence Clearwater Revival featuring John Fogerty - Chronicle The 20 Greatest Hits, est une compilation du groupe de rock américain Creedence Clearwater Revival. Cet album est sorti sur le label Fantasy Records en janvier 1976 et a été produit par John Fogerty.

## Historique
En date du 31 décembre 2020, cette compilation est demeurée 1084 semaines dans le palmarès du Billboard dans la catégorie « "Top Pop Catalog Album" »  et 503 semaines (non consécutives) dans la classement du Billboard 200 dont il atteindra son meilleur classement, la 18e place, le 28 novembre 2020 soit presque quarante cinq ans après sa première sortie. Il sera certifié disque de diamant (ou dix fois disque de platine), soit plus de dix millions d'albums vendus, aux États-Unis le 25 mai 2016. Sa sortie en CD en 1985 propose une version rallongée à 11 minutes et 4 secondes de la chanson I Heard It Through the Grapevine contre 3 minutes 52 secondes sur l'album d'origine. La version originelle de cette chanson parue sur cette compilation en vinyle de 1976 servira de single de promotion et se classera à la 43e place du Billboard Hot 100 le 20 mars 1976.

## Liste des titres
- Tous les titres sont signés par John Fogerty sauf indications.

Face 1
| No | Titre                | Auteur                                       | de l'album                         | Durée |
| -- | -------------------- | -------------------------------------------- | ---------------------------------- | ----- |
| 1. | Suzie Q              | Dale Hawkins, Stan Lewis, Eleanor Broadwater | Creedence Clearwater Revival, 1968 | 4:36  |
| 2. | I Put a Spell on You | Screamin' Jay Hawkins                        | Creedence Clearwater Revival, 1968 | 4:33  |
| 3. | Proud Mary           |                                              | Bayou Country, 1969                | 3:07  |
| 4. | Bad Moon Rising      |                                              | Green River, 1969                  | 2:18  |

Face 2
| No | Titre              | Auteur | de l'album                    | Durée |
| -- | ------------------ | ------ | ----------------------------- | ----- |
| 1. | Lodi               |        | Green River, 1969             | 3:10  |
| 2. | Green River        |        | Green River, 1969             | 2:32  |
| 3. | Commotion          |        | Green River, 1969             | 2:41  |
| 4. | Down on the Corner |        | Willy and the Poor Boys, 1969 | 2:39  |
| 5. | Fortunate Son      |        | Willy and the Poor Boys, 1969 | 2:18  |
| 6. | Travelin' Band     |        | Cosmo's Factory, 1970         | 2:06  |

Face 3
| No | Titre                       | Auteur | de l'album            | Durée |
| -- | --------------------------- | ------ | --------------------- | ----- |
| 1. | Who'll Stop the Rain        |        | Cosmo's Factory, 1970 | 2:27  |
| 2. | Up Around the Bend          |        | Cosmo's Factory, 1970 | 2:41  |
| 3. | Run Through the Jungle      |        | Cosmo's Factory, 1970 | 3:05  |
| 4. | Lookin' Out My Back Door    |        | Cosmo's Factory, 1970 | 2:31  |
| 5. | Long as I Can See the Light |        | Cosmo's Factory, 1970 | 3:33  |

| No | Titre                            | Auteur                           | de l'album            | Durée |
| -- | -------------------------------- | -------------------------------- | --------------------- | ----- |
| 1. | I Heard It Through the Grapevine | Norman Whitfield, Barrett Strong | Cosmo's Factory, 1970 | 3:52  |
| 2. | Have You Ever Seen the Rain?     |                                  | Pendulum, 1970        | 2:39  |
| 3. | Hey Tonight                      |                                  | Pendulum, 1970        | 2:43  |
| 4. | Sweet Hitch-Hiker                |                                  | Mardi Gras, 1971      | 2:57  |
| 5. | Someday Never Comes              |                                  | Mardi Gras, 1971      | 3:59  |

## Musiciens
- John Fogerty: chant, guitare solo
- Stu Cook: basse
- Doug Clifford: batterie, percussions
- Tom Fogerty: guitare rythmique (sauf sur "Sweet Hitch-Hiker" et "Someday Never Comes")

## Classements hebdomadaires et certifications
| Pays             | Durée du classement | Meilleur classement |
| ---------------- | ------------------- | ------------------- |
| Allemagne        | 1 semaine           | 50e                 |
| Australie        | 22 semaines         | 22e                 |
| Autriche         | 1 semaine           | 60e                 |
| (W) Ultratop     | 1 semaine           | 94e                 |
| (V) Ultratop     | 7 semaines          | 137e                |
| États-Unis       | 503 semaines        | 18e                 |
| Italie           | 1 semaine           | 98e                 |
| Norvège          | 1 semaine           | 40e                 |
| Nouvelle-Zélande | 14 semaines         | 2e                  |
| Pays-Bas         | 6 semaines          | 70e                 |
| Suède            | 1 semaine           | 59e                 |

| Pays             | Certification | Ventes       | Date       |
| ---------------- | ------------- | ------------ | ---------- |
| Allemagne        | Or            | 250 000 +    | 2010       |
| Australie        | 5 × Platine   | 450 000 +    | 2016       |
| Belgique         | Or            | 15 000 +     | 2009       |
| Canada           | Or            | 50 000 +     | 07/06/1989 |
| États-Unis       | Diamant       | 10 000 000 + | 25/05/2016 |
| Nouvelle-Zélande | Or            | 7 500 +      | 17/02/1980 |
| Royaume-Uni      | Or            | 100 000 +    | 22/07/2013 |

### Single
| Année | Single                           | Chart   | Durée du classement | Position |
| ----- | -------------------------------- | ------- | ------------------- | -------- |
| 1976  | I Heard It Through the Grapevine | Hot 100 | 8 semaines          | 43e      |